# Tsada
Tsada (trước đó (trước năm 1985) đã viết là Tsadha)  là một thị trấn nhỏ ở phía tây đảo Síp. Tsáda nằm ở độ cao 619 mét trên mực nước biển. Nó có 1.043 cư dân. Nó nằm ở quận Eparchía Páfou, ở phía tây của đất nước, cách thủ đô Nicosia 90 km về phía tây và 8 km về phía bắc của thành phố Paphos. Mặc dù khoảng cách giữa chúng, 612 m 
chênh lệch độ cao mang lại cho khu vực Tsada một bản sắc hoàn toàn khác. Nó nhận được 610 milimét (24 in) lượng mưa mỗi năm.
Khí hậu mát mẻ hơn nhiều quanh năm (trong mùa hè nóng và ẩm ở Paphos, khoảng cách nhiệt độ có thể đạt được 6 °C) và nó cũng là một trong số ít các khu vực trong huyện Paphos tuyết rơi gần như hàng năm vào cuối tháng Một. Tsada là ngôi nhà của anh hùng dân tộc EOKA Evagoras Pallikarides. Mặc dù lịch sử của ngôi làng có thể được tính từ 500 năm trước, nhưng không có nhân vật kiến trúc quan trọng nào và chỉ có một vài nơi cư trú được xây dựng lại theo cách truyền thống. Có thể nói, điều duy nhất làm cho ngôi làng trở nên đặc biệt là khung cảnh đáng kinh ngạc đối với vùng biển và biển của nó.
Hiện tại sự phát triển đại trà đang diễn ra ở những ngọn đồi gần đó, với những biệt thự sang trọng cao cấp với tầm nhìn toàn cảnh ra thành phố và biển Địa Trung Hải được xây dựng trong 5 năm qua. Ngọn đồi Melisovouno nằm giữa Tsada và Koili có trạm phát truyền hình và đài phát thanh ăng-ten.